# Meulaboh
Meulaboh (ou Moulabouh) é a capital da Regência de Achém Ocidental, na Indonésia.
A cidade foi amplamente devastada no tsunami, com cerca de oitenta por cento dos edifícios destruídos e pelo menos dez mil mortos fora da população da cidade de 50-60 mil. Apenas 23.000 pessoas puderam ser contabilizadas uma semana após o tsunami, embora muitas não tenham sido contabilizadas porque não estavam em campos de refugiados, mas residiam em casas desertas.

## Clima
Meulaboh tem um clima equatorial, com chuvas fortes a muito fortes durante todo o ano.
| Dados climáticos para Meulaboh | Dados climáticos para Meulaboh | Dados climáticos para Meulaboh | Dados climáticos para Meulaboh | Dados climáticos para Meulaboh | Dados climáticos para Meulaboh | Dados climáticos para Meulaboh | Dados climáticos para Meulaboh | Dados climáticos para Meulaboh | Dados climáticos para Meulaboh | Dados climáticos para Meulaboh | Dados climáticos para Meulaboh | Dados climáticos para Meulaboh | Dados climáticos para Meulaboh |
| Mês                            | Jan                            | Fev                            | Mar                            | Abr                            | Mai                            | Jun                            | Jul                            | Ago                            | Set                            | Out                            | Nov                            | Dez                            | Ano                            |
| ------------------------------ | ------------------------------ | ------------------------------ | ------------------------------ | ------------------------------ | ------------------------------ | ------------------------------ | ------------------------------ | ------------------------------ | ------------------------------ | ------------------------------ | ------------------------------ | ------------------------------ | ------------------------------ |
| Média alta °C (°F)             | 30.0 (86)                      | 30.9 (87.6)                    | 32.0 (89.6)                    | 32.5 (90.5)                    | 32.0 (89.6)                    | 32.2 (90)                      | 31.8 (89.2)                    | 31.9 (89.4)                    | 31.2 (88.2)                    | 31.2 (88.2)                    | 30.2 (86.4)                    | 29.8 (85.6)                    | 31.31 (88.36)                  |
| Média diária °C (°F)           | 26.5 (79.7)                    | 26.8 (80.2)                    | 27.5 (81.5)                    | 28.0 (82.4)                    | 27.9 (82.2)                    | 27.9 (82.2)                    | 27.4 (81.3)                    | 27.5 (81.5)                    | 27.2 (81)                      | 27.4 (81.3)                    | 26.7 (80.1)                    | 26.4 (79.5)                    | 27.27 (81.08)                  |
| Média baixa °C (°F)            | 23.0 (73.4)                    | 22.8 (73)                      | 23.0 (73.4)                    | 23.6 (74.5)                    | 23.8 (74.8)                    | 23.6 (74.5)                    | 23.0 (73.4)                    | 23.2 (73.8)                    | 23.2 (73.8)                    | 23.7 (74.7)                    | 23.3 (73.9)                    | 23.1 (73.6)                    | 23.28 (73.9)                   |
| Precipitação média mm (pol.)   | 250 (9.84)                     | 244 (9.61)                     | 258 (10.16)                    | 384 (15.12)                    | 269 (10.59)                    | 225 (8.86)                     | 239 (9.41)                     | 247 (9.72)                     | 323 (12.72)                    | 348 (13.7)                     | 339 (13.35)                    | 315 (12.4)                     | 3 441 (135,48)                 |
| Fonte: Climate-Data.org        |                                |                                |                                |                                |                                |                                |                                |                                |                                |                                |                                |                                |                                |